# 리터
리터(독일어: liter, 영어: litre 또는 liter)는 부피의 단위이다. 국제 표시 기호는 공식적으로 'L' 또는 'l'로 표기한다. 대한민국에서는 'L'이 표준 표기이다. 그러나 일상생활에서는 대한민국뿐만 아니라 아시아, 유럽, 아메리카 대륙의 국가들이 로마자 'L'의 소문자 필기체인 'ℓ'라고 표기하기도 한다. 1 리터는 1000세제곱센티미터를 가리키는 특별한 이름으로 정의된다. (1 L = 1000 cm³). 즉 1리터는 정확히 0.001 m³ 또는 1,000 cm³와 같은 부피이다. 표준 표기가 아닌 1,000 cc와도 동일한 부피이다.
1 리터는 18세기 말 프랑스에서 제정할 당시 순수한 물을 기준으로 삼았다. 1 기압, 4 °C에서 순수한 물 1 kg의 부피를 기준으로 했다. 현재도 일상생활에서 물 무게 1 kg과 물 부피 1 L의 관계로 인식하면 된다.
하지만, 1964년까지 무게인 1 그램을 물의 부피와 무게와의 관계로 정의했었으나 정밀도를 위해 이 정의를 폐기했다. 과학의 발전으로 이 18세기 말의 정의는 물의 밀도가 질량과 직접적인 관계가 있고, 압력의 정의와 단위에 따라 바뀌어 정밀성의 문제가 발생해 1964년에 폐기되었다.

## 배수
| 배수   | 이름     | 기호   | 기호 | 동일한 양 | 동일한 양            |         | 배수         | 이름   | 기호 | 기호    | 동일한 양                | 동일한 양 |
| 100 L  | 리터     | l(ℓ)   | L    | dm3       | 세제곱 데시미터      |         |              |        |      |         |                          |           |
| 101 L  | 데카리터 | dal    | daL  |           |                      | 10–1 L  | 데시리터     | dl     | dL   |         |                          |           |
| 102 L  | 헥토리터 | hl     | hL   |           |                      | 10–2 L  | 센티리터     | cl     | cL   |         |                          |           |
| 103 L  | 킬로리터 | kl(㎘) | kL   | m3        | 세제곱 미터          | 10–3 L  | 밀리리터     | ml(㎖) | mL   | cm3     | 세제곱 센티미터(cc)      |           |
| 106 L  | 메가리터 | Ml     | ML   | dam3      | 세제곱 데카미터      | 10–6 L  | 마이크로리터 | µl(㎕) | µL   | mm3     | 세제곱 밀리미터          |           |
| 109 L  | 기가리터 | Gl     | GL   | hm3       | 세제곱 헥토미터      | 10–9 L  | 나노리터     | nl     | nL   | 106 µm3 | 백만 세제곱 마이크로미터 |           |
| 1012 L | 테라리터 | Tl     | TL   | km3       | 세제곱 킬로미터      | 10–12 L | 피코리터     | pl     | pL   | 103 µm3 | 천 세제곱 마이크로미터   |           |
| 1015 L | 페타리터 | Pl     | PL   | 103 km3   | 천 세제곱 킬로미터   | 10–15 L | 펨토리터     | fl     | fL   | µm3     | 세제곱 마이크로미터      |           |
| 1018 L | 엑사리터 | El     | EL   | 106 km3   | 백만 세제곱 킬로미터 | 10–18 L | 아토리터     | al     | aL   | 106 nm3 | 백만 세제곱 나노미터     |           |
| 1021 L | 제타리터 | Zl     | ZL   | Mm3       | 세제곱 메가미터      | 10–21 L | 젭토리터     | zl     | zL   | 103 nm3 | 천 세제곱 나노미터       |           |
| 1024 L | 요타리터 | Yl     | YL   | 103 Mm3   | 천 세제곱 메가미터   | 10–24 L | 욕토리터     | yl     | yL   | nm3     | 세제곱 나노미터          |           |

## 리터를 사용하지 않는 변환
| 1 L ≈ 0.006293     | 배럴             |  | 1 배럴             | ≡ 158.9 리터        |  |
| 1 L ≈ 0.87987699   | 영국 쿼트        |  | 1 영국 쿼트        | ≡ 1.1365225 리터    |  |
| 1 L ≈ 1.056688     | 미국 액체 쿼트   |  | 1 미국 액체 쿼트   | ≡ 0.946352946 리터  |  |
| 1 L ≈ 1.75975326   | 영국 파인트      |  | 1 영국 파인트      | ≡ 0.56826125 리터   |  |
| 1 L ≈ 2.11337641   | 미국 액체 파인트 |  | 1 미국 액체 파인트 | ≡ 0.473176473 리터  |  |
| 1 L ≈ 0.2641720523 | 미국 액체 갤런   |  | 1 미국 액체 갤런   | ≡ 3.785411784 리터  |  |
| 1 L ≈ 0.21997      | 영국 갤런        |  | 1 영국 갤런        | ≡ 4.54609 리터      |  |
| 1 L ≈ 0.0353146667 | 입방 피트        |  | 1 입방 피트        | ≡ 28.316846592 리터 |  |
| 1 L ≈ 61.0237441   | 입방 인치        |  | 1 입방 인치        | ≡ 0.01638706 리터   |  |
| 1 L ≈ 5.54352      | 홉               |  | 1 홉               | ≡ 0.18039 리터      |  |

## 역사
리터(liter)의 최초 이름은 "cadil"이며, 표준은 파리 국립 기술공예 박물관에서 볼 수 있다.
리터는 1795년 새로운 측량 단위의 하나로서 프랑스에 도입되었으며 1 세제곱 데시미터(cubic decimeter)로 정의되었다.

## 유니코드 문자
| 기호 | 이름                     | 유니코드 숫자 |
| ℓ    | Litre (Script Small L)   | U+2113        |
| ㎕   | Microlitre (Square MU L) | U+3395        |
| ㎖   | Millilitre (Square ML)   | U+3396        |
| ㎗   | Decilitre (Square DL)    | U+3397        |
| ㎘   | Kilolitre (Square KL)    | U+3398        |